# 久保忠武
久保 忠武（くぼ ただたけ、1926年6月29日 - 1997年2月10日）は、日本の経営者。四国銀行頭取を務めた。高知県出身。

## 経歴
1951年に東京大学法学部政治学科を卒業し、同年4月に大蔵省に入省。
1976年12月に四国銀行に転じ、常務に就任し、1978年6月に専務を経て、1982年6月に副頭取に就任し、1985年6月には頭取に昇格。1987年8月に取締役相談役を経て、1988年6月から相談役を務めた。
1997年2月10日肺炎のために死去。70歳没。